# Богдан Отеліце
Богдан Флорін Отеліце (рум. Bogdan Florin Oteliță, нар. 12 серпня 2002, Бакеу, Румунія) — румунський футболіст, фланговий захисник клубу «Сепсі».

## Ігрова кар'єра

### Клубна
Займатися футболом Богдан Отеліце аочав у своєму рідному місті Бакеу. Після цього два сезони провів у Третій лізі в клубі «Чахлеул». На професійному рівні футболіст дебютував у сезоні 2020/21 у клубі Другого дивізіону чемпіонату Румунії — «Аеростар» з міста Бакеу. Ще два сезони Отеліце також провів у Другій лізі, виступаючи за клуб «Глорія» (Бузеу).
У червні 2023 року як вільний агент Отеліце перейшов до клубу вищого дивізіону «Сепсі». Офіційний дебют футболіста у новій команді відбувся 8 липня 2023 року у переможному матчі за Суперкубок країни.

### Збірна
У 2024 році Богдан Отеліце дебютував у складі молодіжної збірної Румунії.

## Титули
Сепсі
 Переможець Суперкубка Румунії: 2023